# Rajouli
Rajouri o Rajauli, antigament Rajapuri (Terra de Reis), fou un estat tributari protegit de Caixmir, que correspon a grans trets al moder districte de Rajouri. La capital era Rajouri (ciutat).

## Història
A la zona van arribar els aris en la segona onada i s'hi van establir. Les comarques de Rajouri, Bhimber i Naushera foren incloses en el territori d'Abhisar, un dels estas de les muntanyes del regne del Panjab; Abhisar, amb Rajouri, formà part d'una confederació establerta al segle iv aC al nord-oest de l'Índia. Al temps d'Alexandre el Gran el 326 aC, Rajouri estava al cim de la seva glòria. Després, sota els mauryes, fou un notable centre comercial.
La ciutat de Rajouri és esmentada per primer cop per escrit, per Hiuen Tsang que la va visitar el 632. Va formar part del territori de Gandhara i després de Darabhisanga format per les muntanyes entre Poonch i Caixmir; aviat van emergir Laharkote (al districte de Poonch) i Rajouri com a poderosos estats de la zona.
Al-Baruni va visitar Rajouri amb Sultan Masud ibn Mahmud (fill de Mahmud de Gazni) el 1036 i en el seu llibre "Índia" li dona el nom de Raja Vari. Srivar, un escriptor del temps del sultà Zayn al-Abidin, també li donà aquest mateix nom. Sembla que Raja Vari fou una deformació de Rajapuri o Raj Puri. Praja Bhat un altre escriptor del segle XVI, l'anomena com Raj-Vare. Mirza Zafarulla Khan, que va escriure el Tarikh Rajgan-e-Rajour diu que el seu nom original era Raj-Avar i després el va canviar a Rajour i a Rajouri. Al Rajtirangini de Kalhan, Rajouri emergeix com a principat vers el 1003 i el primer governant fou Raja Prithvi Paul que va derrotar els gaznèvides quan van envair el país el 1021. Del 1003 al 1194 la nissaga dels pauls va governar el país. El 1089 Raja Sangram va derrotar a Raja Harash de >Caixmir que havia envair el país i el va fer retornar.
El Tarikh-Rajgan-e-Rajour' diu que el rajputy jarral Nur al-Din, que havia emigrat del Panjab cap a Rajouri, es va revoltar contra Amna Paul que fou mort en combat i el rebel va ocupar el seu lloc. El govern dels jarrals va durant del 1094 al 21 d'octubre de 1846. El país va adoptar plenament l'islam al segle XVI. Foren els rages jarrals o jarals els que van restaurar la ciutat i la van embellir construint forts, serralls, mesquites, i altres edificis, especialment en temps dels mongols dels que foren vassalls (al final del segle XVI van ajudar a Akbar contra el raja de Caixmir i van rebre territoris de l'emperador). El principat abraçava Rajouri, Thanna, Bagla Azim Garh, Darhal, Behrote, Chingus, Nagrota, Phalyana i altres llocs.
Raja Aggar Ullah Khan (1808-1819) va lluitar contra Ranjit Singh el 1815 i després contra Gulab Singh de Jammu el 1819. El raja Azmat Ullah (1819-1825) va tenir un ministre de la família Mehta de Rajouri. Tot i ser musulmans els hindús rajputs tenien preferència en els principals oficis de l'estat. El 1846 el pacte d'Amritsar entre el govern britànic i Gulab Singh de Jammu va cedir el Caixmir al segon que en endavant fou maharajà de Jammu i Kashmir. Llavors va ocupar Rajouri a Raja Faqir Ullah el 1846, i va rebatejar la ciutat com a Rampur nomenant governador a Mian Hathu que va construir el temple de Thanna Nallah, prop de la ciutat i el fort de Dhannidhar. La família reial va rebre unes terres en jagir. Després del govern de Mian Hathu, que va acabar vers 1849, Rajouri va esdevenir tahsil del districte de Bhimber. El 1904 el tahsil fou segregat i agregat al districte de Reasi. després del 1947 es va formar el districte de Poonch-Rajouri; l'1 de gener de 1968, Rajouri fou constituït en nou districte separat del de Poonch.

## Llista de rages

### Dinastaia Paul
- Raja Prithvi Paul 1003-1035
- Raja Janki Paul 1035-1063
- Raja Sangram Paul 1063-1101
- Raja Som Paul 1101-1113
- Bahu Paul 1113-?
- Amna Paul ?-1194

### Dinastia Jaral o Jarral
- Raja Nur al-Din (Neil Singh) 1194-?
- Raja Baha al-Din Khan (Bhag Singh) ?-1252 (fill)
- Raja Anwar Khan (Awardan Singh) 1252-? (fill)
- Raja Haibat Khan (Haibat Singh) ?-1289 (fill)
- Raja Sirdar Khan (Ratan Singh) 1289-?
- Raja Shasawar Khan (Sansar Singh) (fill)
- Raja Daulat Khan (Daulat Singh)
- Raja Shazaman Khan (Chak Singh) ?-1412
- Raja Shab al-Din Khan 1412-? (fill)
- Raja Bahram Khan (Bahram Singh) ? (fill)
- Raja Burhan al-Din Khan (Bairam Singh) ? (fill)
- Raja Bahadur Khan (Bahadur Singh) ?
- Raja Sarmast Khan vers 1580-1600 (fill)
- Raja Tadj al-Din Khan (Chatar Singh) vers 1600-1646
- Raja Hayat Allah Khan 1646-1648 (fill)
- Raja Inayat Allah Khan 1648-1660
- Raja Hidayat Allah 1660-1683 (fill)
- Raja Azmatullah Khan 1683-1760 (fill)
- Raja Izzat Allah Khan 1760-1765 (net, fill de Rahmatullah Khan)
- Raja Karamullah Khan 1765-1808
- Raja Agar Allah Khan 18081-1819 (+1825)
- Raja Azmat Ullah 1819-1825
- Raja Rahim Allah Khan 1825-1846 (+1847)

### Jagirdars
- Raja Hamid Allah Khan 1847-1879
- Raja Niamat Allah Khan 1879-1904
- Raja Azim Allah Khan 1904-1905 (+ en un gran terratrèmol juntament amb 28 membres de la família reial)
- Raja Wali Allah Khan 1905-?